# Legio I Isaura Sagittaria

Scudo della Prima Isauria sagittaria, basato sullo schema contenuto nella Notitia dignitatum.

La Legio I Isaura Sagittaria ("isaura degli arcieri") era una legione romana pseudocomitatense, attestata dalla fine del III secolo agli inizi del V secolo.
Il ruolo della legione al momento della sua fondazione era quello di proteggere i territori della Isauria dagli attacchi delle popolazioni delle montagne vicine: le altre due legioni gemelle, la II e la III Isaura sono infatti attestate in questa zona. La I Isaura Sagittaria fu raccolta non oltre il regno dell'imperatore Diocleziano (284-305), anche se è possibile che sia stata fondata da Probo (276-282), il quale combatté contro quelle popolazioni nel 278.
La Notitia dignitatum, un documento dell'inizio del V secolo, colloca la I sotto il comando del magister militum per Orientem: tra la sua fondazione e gli inizi del V secolo deve essere quindi passata dalla difesa della frontiera al comitatus ("esercito campale") del magister militum, raggiungendo il rango di pseudocomitatense.
Il nome Sagittaria suggerisce che i legionari fossero usati anche come arcieri, cosa abbastanza inusuale nell'esercito romano.